# Guillem I dels Països Baixos
Guillem I dels Països Baixos (La Haia 1772 - Berlín 1843). Príncep d'Orange, príncep sobirà dels Països Baixos entre 1813 i 1815, rei del Regne Unit dels Països Baixos de 1815-1839, i rei del Regne dels Països Baixos des de 1839 fins a 1840. També era duc de Luxemburg de 1815 a 1840.

## Vida familiar
Nascut a La Haia el dia 24 d'agost de 1772, era fill del stadhouder Guillem V d'Orange-Nassau i de la princesa Guillemina de Prússia. Guillem era net per via paterna del stadhouder Guillem IV d'Orange i de la princesa reial Anna del Regne Unit i per via materna ho era del príncep August Guillem de Prússia i de la duquessa Lluïsa Amàlia de Brunsvic-Lüneburg.
L'any 1791 contragué matrimoni a Potsdam amb la princesa Guillemina de Prússia, filla del rei Frederic Guillem II de Prússia i de la landgravina Frederica de Hessen-Darmstadt. La parella tingué quatre fills:
- SM el rei Guillem II dels Països Baixos, nascut a La Haia el 1792 i mort a Tillburg el 1849. Es casà el 1816 a Sant Petersburg amb la gran duquessa Anna de Rússia.
- SAR el príncep Frederic dels Països Baixos, nascut a Berlín el 1797 i mort a Pauw Haus el 1881. Es casà a Berlín el 1825 amb la princesa Lluïsa de Prússia.
- SAR la princesa Guillemina dels Països Baixos, nascuda a Berlín el 1800 i morta a Freienwalde el 1806.
- SAR la princesa Guillemina dels Països Baixos, nascuda a Berlín el 1810 i morta a Rheinhartshausen el 1883. Es casà a La Haia el 1830 amb el príncep Albert de Prússia de qui es divorcià el 1849. Es casà en segones núpcies amb l'aristòcrata holandès Johan van Rossum.

Guillem es casà de nou el 1841 amb la comtessa Henriette d'Oultremont de Wégimont a Berlín. Quatre anys abans el monarca havia quedat viudu de la seva primera esposa i un any abans havia abdicat en favor del seu fill primogènit.

## Política imperial
Després de la desfeta de Napoleó a Waterloo, el Congrés de Viena l'any 1815 es va constituir el Regne Unit dels Països Baixos compost pels Països Baixos septentrionals, els Països Baixos austríacs i el Principat de Lieja i en el congrés de Viena va poder mantenir sota el seu domini part de l'imperi holandès les Índies Orientals Neerlandeses: l'Indonèsia, el Surinam i les Antilles Holandeses, però la resta el va haver de cedir a Anglaterra.
El Taalbesluit, Decret de la Llengua de 1823 va introduir gradualment el neerlandès com a llengua oficial a les províncies de Flandes Occidental, Flandes Oriental, Anvers i Limburg, va provocar certa resistència al sud, on Valònia, els dirigents eclesiàstics, la noblesa i la burgesia a Flandes parlava francès. Els catòlics –la majoria de la població– reclamaven la llibertat d'educació i religió d'una banda, mentre que els nous liberals de l'altra s'oposaven a l'estil repressiu de govern de Guillem, comportant la creació de l'unionisme liderat per joves intel·lectuals per als que la secessió es va convertir en una alternativa seriosa. El 1829 es va intensificar l'oposició dels diputats del sud dels Països Baixos als Estats Generals. La part francòfona de la burgesia, en particular, va expressar el seu descontentament amb els "banquets patriòtics" i les "peticions" a l'Haia. L'enjudiciament penal de l'oposició va fer que 'màrtirs' com Louis de Potter guanyessin fama nacional i assoleixin l'heroisme en alguns cercles.
La Revolució belga va conduir a la independència de Bèlgica. Un govern provisional es va instituir el 4 d'octubre del mateix any. Després de la instal·lació de Leopold I com a "rei dels belgues" el 1831, el rei Guillem va fer un intent tardà per reconquistar Bèlgica i restaurar la seva posició mitjançant una campanya militar. La Campanya de deu dies va contra un pràcticament inexistent exèrcit belga va fracassar a causa de la intervenció militar francesa, que va provocar la retirada neerlandesa i vuits anys de status quo, fins que pel Tractat de Londres del 1839, també conegut amb el nom de Tractat dels XXIV articles, els Regne Unit dels Països Baixos, França, el Regne Unit, Àustria i Prússia reconeixen la independència de Bèlgica. És també la fi de dret del Regne Unit dels Països Baixos, que esdevé Regne dels Països Baixos.